# Újpetre
Újpetre (deutsch Ratzpeter, kroatisch Petra oder Racpetra) ist eine ungarische Gemeinde im Kreis Siklós im Komitat Baranya.

## Geschichte
Újpetre wurde 1296 erstmals urkundlich unter dem Namen Petre erwähnt. Seit 1933 trägt die Gemeinde den Namen Újpetre.

## Sehenswürdigkeiten
- Heimatmuseum (Tájház)
- Römisch-katholische Kirche Szent Imre, erbaut 1762 (Barock)

## Verkehr
Durch Újpetre verläuft die Landstraße Nr. 5707. Der nächstgelegene Bahnhof befindet sich gut fünf Kilometer südlich in Palkonya.